# Kavka obecná
Kavka obecná (Coloeus monedula) je druh ptáka z čeledi krkavcovitých (Corvidae), který hnízdí v severozápadní Africe, ve většině Evropy a na velkém území Asie východně až po Himálaj a jezero Bajkal. Náleží mezi částečně tažné druhy s tím, že populace ve střední Evropě jsou převážně stálé.
Kavka je s velikostí holuba nejmenším z evropských krkavcovitých černého zbarvení. Jde o společenského ptáka hnízdícího monogamně v trvalých párech, které bývají věrné i jednomu místu hnízdění. Žije v různých typech otevřené a kulturní krajiny, kde k hnízdění využívá nejčastěji stromové a skalní dutiny nebo různé otvory ve stavbách. Snůška čítá 4–5 vajec, jejichž inkubaci zajišťuje samice. O mláďata následně pečují oba rodiče 32–36 dnů do doby, než jsou vzletná a připravená opustit hnízdo. Podobně jako ostatní krkavcovití je kavka všežravá, ale v porovnání s dalšími evropskými příbuznými je v její potravě významněji zastoupena rostlinná složka, tvořená z naprosté většiny semeny.
Mezinárodní svaz ochrany přírody považuje kavku obecnou z globálního pohledu za málo dotčený druh, jehož evropská populace byla v posledních dekádách přes značně rozličný populační vývoj v jednotlivých zemích celkově stabilní.

## Systematika
Kavku obecnou poprvé formálně popsal švédský přírodovědec Carl Linnaeus v roce 1758 v desátém vydání svého díla Systema Naturae pod názvem Corvus monedula. Druhové jméno, monedula, vychází z latinského moneta („peníze“) a edo („konzumovat, pojídat“), s odkazem na mýtus z řecké mytologie, podle kterého měla být princezna Arne z Thrákie proměněna v kavku poté, co se krétským králem Mínóem nechala podplatit zlatem, aby zradila svou vlast a podpořila Krétu.
Český název kavka je onomatopoického původu a vychází z praslovanského výrazu *kavъka. Stejný nebo podobný název se pro druh používá například ve slovenštině (kavka), polštině (kawka) či chorvatštině (čavka). Výraz čavka se nářečně objevoval rovněž v českých zemích.
Kavka obecná byla tradičně řazena do početného rodu Corvus vedle vran, krkavců a havranů. Pozdější genetické studie však prokázaly větší rozdíly mezi ní a dalšími zástupci zmíněného rodu, než se původně předpokládalo, což vedlo k vyčlenění kavky obecné spolu s blízce příbuznou kavkou východní (C. dauuricus) do samostatného rodu Coloeus. Ten původně popsal německý přírodovědec Johann Jakob Kaup v roce 1829.

### Poddruhy
Rozlišují se celkem 4 poddruhy kavky obecné s následujícím areálem rozšíření:
- C. m. monedula (Linnaeus, 1758) – Skandinávie;
- C. m. spermologus (Vieillot, 1817) – západní, jižní a střední Evropa (vč. Česka), severozápadní Afrika;
- C. m. soemmerringii (Fischer von Waldheim, 1811) – východní a jihovýchodní Evropa východně po jihocentrální Sibiř a západní Čínu;
- C. m. cirtensis Rothschild & Hartert, 1912 – severní Alžírsko.

Zeměpisná proměnlivost je klinální, projevují se zvětšováním velikosti těla od západu k východu.

## Popis

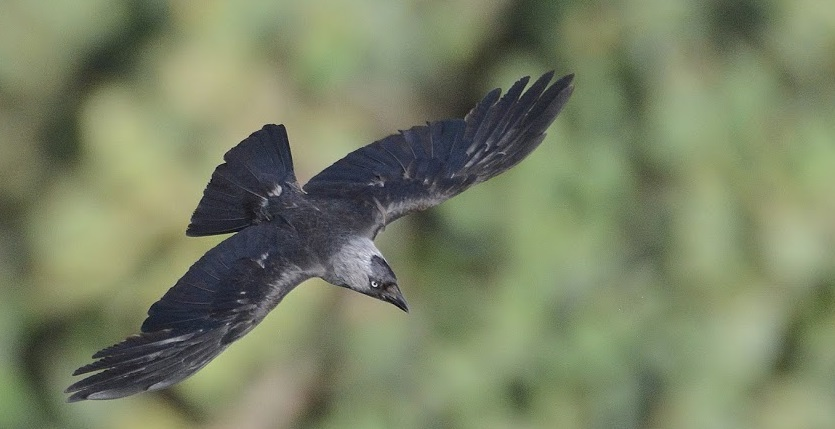
Kavka obecná v letu

Nejmenší z evropských „černých“ krkavcovitých, přibližně velikosti holuba. Díky krátkému zobáku a ocasu působí kompaktním dojmem. Dorůstá délky 34–39 cm a v rozpětí křídel měří 67–74 cm. Hmotnost se pohybuje v rozmezí 136–265 g.
Zbarvení dospělého ptáka se z dálky jeví jako černé, ale při bližším pohledu je přeci jenom pestřejší. Tvář a čepička jsou tmavě černé, ostře kontrastující se stříbrošedou zadní částí hlavy, zátylkem a okolím uší. Křídla, hřbet a ocas jsou černé s modrým až purpurově červeným leskem, zatímco spodina těla popelavě šedá až matně černá. Rozdíly mezi jednotlivými poddruhy jsou malé; „východnější“ ssp. soemmerringii je o něco méně tmavý než „západnější“ ssp. spermologus a vyznačuje se výrazným šedobílým polovičním límcem na šíji (patrným hlavně na podzim v čerstvém šatě). Duhovka je nápadně světle šedobílá, zobák, nohy a drápy černé. Obě pohlaví jsou zbarvena podobně. Mladý pták se liší matnějším a nahnědlým odstínem černých partií. Jeho duhovka je zpočátku namodralá, později přechází v matně bílou a zhruba ve stáří jednoho roku ve stříbřitě bílou nebo perleťově šedou.
Částečné pelichání mladých ptáků probíhá od června do září a úplné pelichání dospělých ptáků od července do září.

### Záměna
V Evropě hrozí záměna zejména s dalšími krkavcovitými v podobě vrány černé, krkavce velkého a havrana polního, od kterých se kavka liší menší velikostí, kratším zobákem, bělavou duhovkou (u dospělých ptáků) a typickým hlasem. V letu se odlišuje také rychlejšími údery křídel a siluetou připomínající holuba.

## Rozšíření a stanoviště
Kavka obecná má palearktický typ rozšíření s areálem sahajícím od severozápadní Afriky přes takřka celou Evropu vyjma subarktického severu na východě přes střední Asii až po východní Himálaj a jezero Bajkal. V Evropě areál severně zasahuje přibližně po 66 ° a na Sibiři po 60 ° s. š. Na jihovýchodě nechybí v Turecku, na Kavkaze, v Íránu, Iráku, Afghánistánu, Pákistánu a severozápadní Indii. Na Maltě, kde byla dříve běžným druhem, v důsledku pronásledování vyhynula a ssp. cirtensis je dnes považován za vyhynulý v Tunisku, kde v minulosti izolovaně hnízdil.
Kavka je částečně tažným ptákem, který je v různých částech areálu buď stálý, přelétavý nebo tažný na krátkou vzdálenost. Mnohde navíc v zimě dochází k nahrazování táhnoucích kavek ptáky z jiných oblastí, což vytváří dojem celoročního výskytu i tam, kde to tak být nutně nemusí. Evropské populace migrují obecně jihozápadním směrem. Kavky ze střední Evropy jsou převážně stálé a jen malá část z nich na zimu táhne převážně do jižní Francie a v menším množství (v případě těch východnějších populací) i do karpatské kotliny. Populace hnízdící na severu areálu rozšíření migrují nejdále s tím, že část z nich zimuje až v Sin-ťiangu, severozápadní Indii, jižním Íránu, Iráku a na Blízkém východě. Severoafrické populace jsou stálé.
K životu vyhledává smíšenou zemědělskou půdu, městské parky a zahrady, lesostepi, lomy a pobřežní útesy. V Evropě zcela chybí pouze na vysokohorských náhorních plošinách, v tundře, rozsáhlých mokřadních nebo zalesněných oblastech a na několika ostrovech. Potravu hledá v různých typech otevřené krajiny. V průběhu 20. století docházelo v části areálu k postupnému úbytku kavek hnízdících ve volné krajině a naopak začalo přibývat synantropně hnízdících ptáků vázaných na urbánní prostředí.

### Výskyt v Česku
V Česku se vyskytuje pravidelně zejména v nižších a středních polohách, avšak existují i pozorování z období hnízdění až na hřebenu Keprníku v Jeseníkách v 1080 m n. m. V Krkonoších je hnízdění prokázáno nejvýše v 600 m n. m.
České populace jsou podle dat z kroužkování většinou stálé, jen část mladých ptáků se na zimu přesouvá jihozápadním směrem do Francie až k Pyrenejím. Byť existuje zpětné hlášení ptáka vylíhlého v Česku, který byl ve třetím roce života zastižen v Belgii, nemusí tento případ nutně dokládat tah do atlantské oblasti – je možné, že šlo o jedince, který se usadil na severu a táhl již jako příslušník jiné populace. Mladé kavky se totiž v rámci disperze mohou přesouvat i více než 200 km od hnízdiště.
Na území Česka pravidelně od října do března zimují rovněž kavky ze severovýchodu, nejčastěji z jihovýchodního Polska a Běloruska.

## Biologie a ekologie

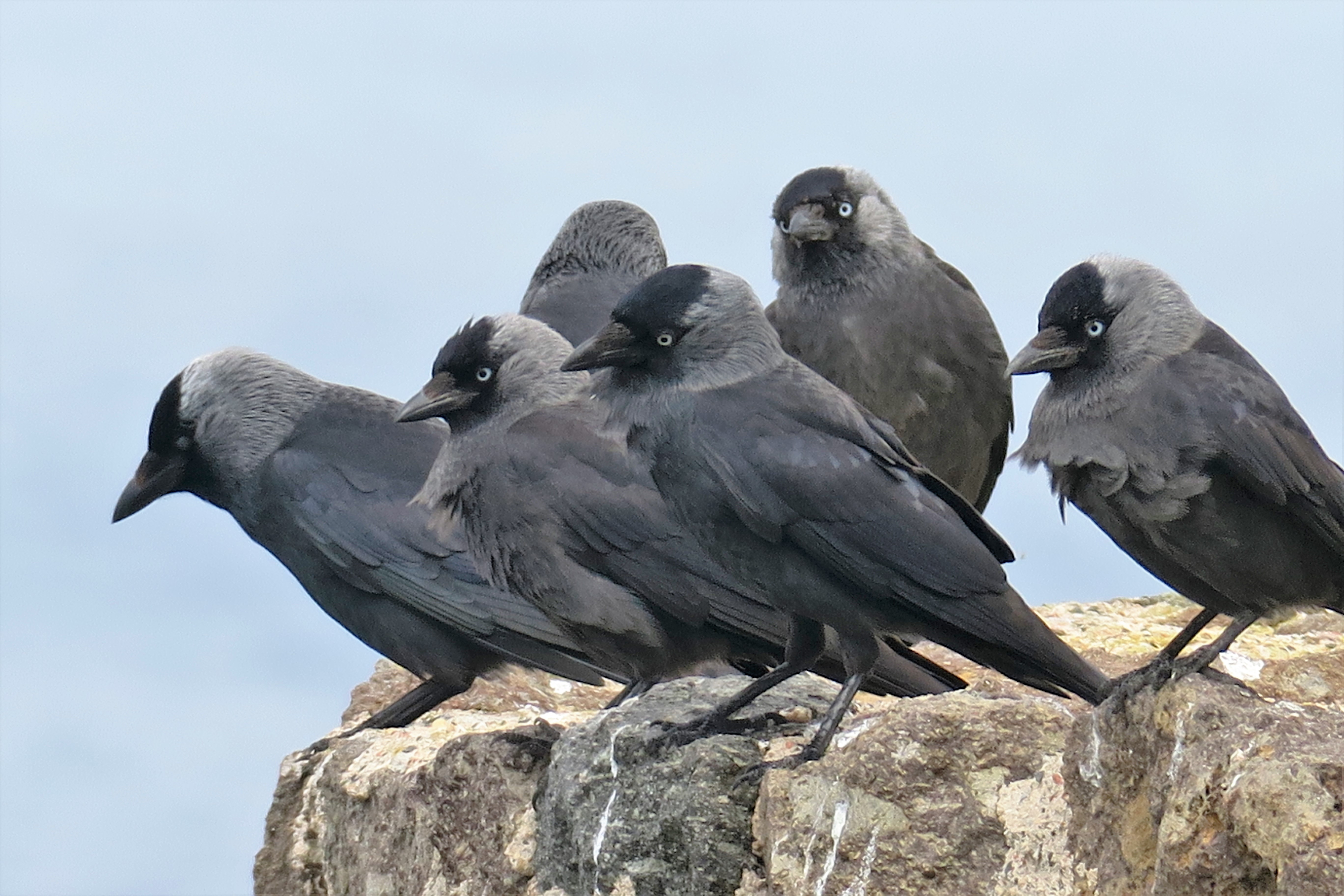
Kavka obecná je sociální pták, kterého lze většinou pozorovat v různě početných hejnech

Kavka obecná je velmi společenský pták, který se při hledání potravy, na hřadovištích a obvykle i v období hnízdění zdržuje v hejnech (a když už ne v hejnech, tak aspoň v páru). Během zimy se kavčí hejna v podvečerních hodinách pravidelně slučují do početných „tranzitních“ hejn, která se postupně zvětšují a na cílových hřadovištích mnohdy čítají stovky nebo i tisíce ptáků. Při hledání potravy a na hřadovištích se často vyskytuje společně s havrany polními, v jejichž blízkosti na některých místech i hnízdí.
Uvnitř kavčích kolonií panuje určitá hierarchie, založená mimo jiné na převaze fyzických sil. Kavka patří mezi ptáky s vysoce rozvinutými sociálně–kognitivními schopnostmi, což v praxi znamená výraznou citlivost na chování a pozornost ostatních zástupců vlastního druhu, a dokonce i lidí. Praktickými pokusy bylo prokázáno, že jsou kavky velmi učenlivé a že se dokážou pružně přizpůsobovat změněným podmínkám prostředí (například při získávání potravy nebo společné obraně před predátory). Rakouský zoolog a otec moderní etologie Konrad Lorenz, který se studiem těchto ptáků zabýval řadu let, na ochočených kavkách dokázal, že jsou schopny se naučit rozpoznávat nepřítele i nad rámec svých vrozených instinktů. Ptákům k tomu stačilo prožít setkání s novým nepřítelem dvakrát nebo třikrát po sobě, aby si tuto zkušenost zapamatovali a rozšířili ji i mezi další členy hejna. Kavka obecná patří rovněž mezi nevelké množství ptačích druhů, u kterých je prokázána schopnost vizuálně odlišovat jednotlivé lidi na základě znaků v obličeji.
Na zemi kavka chodí se vzpřímeným držením těla. Létá obratně, lehce a rychle podobně jako holubi (a to i v hustých hejnech), přičemž umně využívá vzdušných proudů za účelem úspory energie i her. Toto chování, spočívající ve znalosti místních vzdušných proudů a jejich účinků, není instinktivně vrozené, ale naučené. Při sporu s jinou kavkou využívá jeden ze dvou výstražných postojů. Při prvním si ptáci vzájemně hrozí ve výrazně napřímeném postoji s těsně přilehlým peřím, po kterém může následovat výpad jednoho z nich na záda toho druhého. Druhý výstražný postoj je naopak doprovázený nápadným načepýřením veškerého peří s vějířovitě roztaženým ocasem namířeným proti soupeři, značícím odhodlanost neustoupit.

### Vokalizace
Kavka je hlasitý a často vokálně vzájemně interagující pták s poměrně širokým repertoárem. Nejčastěji se ozývá trhaným „kja“, v sériích opakovaným energetickým „kjak!“ či poněkud drsnějším „tsčré“. Intenzita volání se liší dle nálady a příležitosti, a například ptáci v páru běžně mezi sebou tiše štěbetají a broukají. Varování tvoří drsné táhlé „čeíír“. Na hřadovištích v hejnech je možné zaslechnout také zvláštní rámusivý chichotavý hlas.

### Rozmnožování

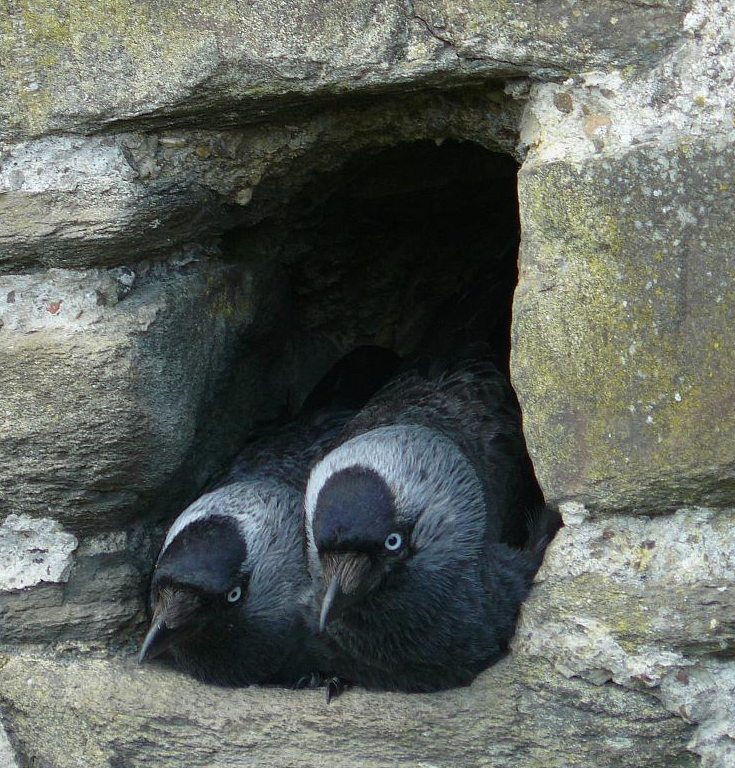
Dvojice kavek u vchodu do hnízda v otvoru zdi

Pohlavní dospělost nastává ve druhém roce života, ale ke tvorbě párů dochází již v průběhu prvního roku života. Hnízdění probíhá monogamně s vysokou mírou věrnosti jednomu hnízdišti. Během námluv se samec snaží na samici zapůsobit „pyšnou“ chůzí se vztyčenou hlavou a nataženým krkem. Je-li samice zaujata, před samcem se přikrčí a začne třást křídly a ocasem. Páry tvořené nedospělými ptáky často nejsou trvalé, ale u dospělých ptáků je rozpad páru za jiných okolností, než představuje úhyn jednoho z partnerů, nepravděpodobný a jednou uzavřený svazek obvykle přetrvá po celý život. Pokud k takovému úhynu jednoho z ptáků dojde, reakce přeživšího partnera se liší v závislosti na pohlaví. Uhyne-li v páru samice, samec se snaží udržet stávající hnízdiště, což se mu často vzhledem ke konkurenci dalších kavek nepodaří. Takto osamělí samci s vlastním hnízdištěm se však pro jiné nespárované samice zdají být vysoce atraktivní. Nastane-li v rámci páru úhyn na straně samce, samice místo hnízdění opouští a začíná se ucházet o přízeň jiných (dosud nespárovaných) samců s vlastním hnízdištěm.
Kavka obecná byla tradičně považována za typického reprezentanta nevelké skupiny ptáků, kteří mají ve zvyku hnízdit v koloniích, ale přesto zůstávají sociálně a geneticky monogamní. Toto přesvědčení vycházelo z dat o extrémně nízkém poměru mimopárových mláďat v kavčích hnízdech (u jedné z východoněmeckých populací šlo pouze o 2,6 % mladých ptáků) a velmi vzácném výskytu vnitrodruhového parazitismu. Novější studie, založená na sekvenování DNA jedinců ze tří populací ve Velké Británii, jejich označení různě barevnými kroužky a pozorování aktivity na hnízdech pomocí kamer, však u druhu popisuje poněkud složitější sexuální chování, než se původně předpokládalo. Autoři studie sice zjistili, že většina párů skutečně zůstává sociálně a geneticky monogamní, ale současně zdokumentovali samce, který se vedle své trvalé partnerky pářil se dvěma dalšími samicemi. Obě tyto samice pak dokonce snesly do hnízda jeho stálé partnerky jím oplodněná vejce, přičemž v jednom případě byl dokonce nahrán i celý proces kladení „kukaččího“ vejce do hnízda, doprovázený zápasem „kukaččí“ samice se samicí „domácí“, která se snažila vstupu cizí samice do hnízdní budky neúspěšně zabránit. Zdokumentovány byly v rámci studie také případy, kdy samice na hnízdě čelila pokusům o vynucenou kopulaci ze strany samce ze sousedního páru, který do hnízda vnikl v momentě, kdy se samice nacházela uvnitř nestřežena (tyto pokusy o vynucenou kopulaci se však jen zřídkakdy setkaly s úspěchem, což vyústilo v pouze 0–4 % mláďat zplozených cizím samcem). Rovněž souběžně probíhající německá studie prokázala, že hned 82 % samic v populaci čelilo pokusům o vynucenou kopulaci ze strany jiného samce nežli toho z páru, ale i zde k úspěšnému oplodnění vajec cizím samcem nedošlo vůbec, nebo jen extrémně vzácně.

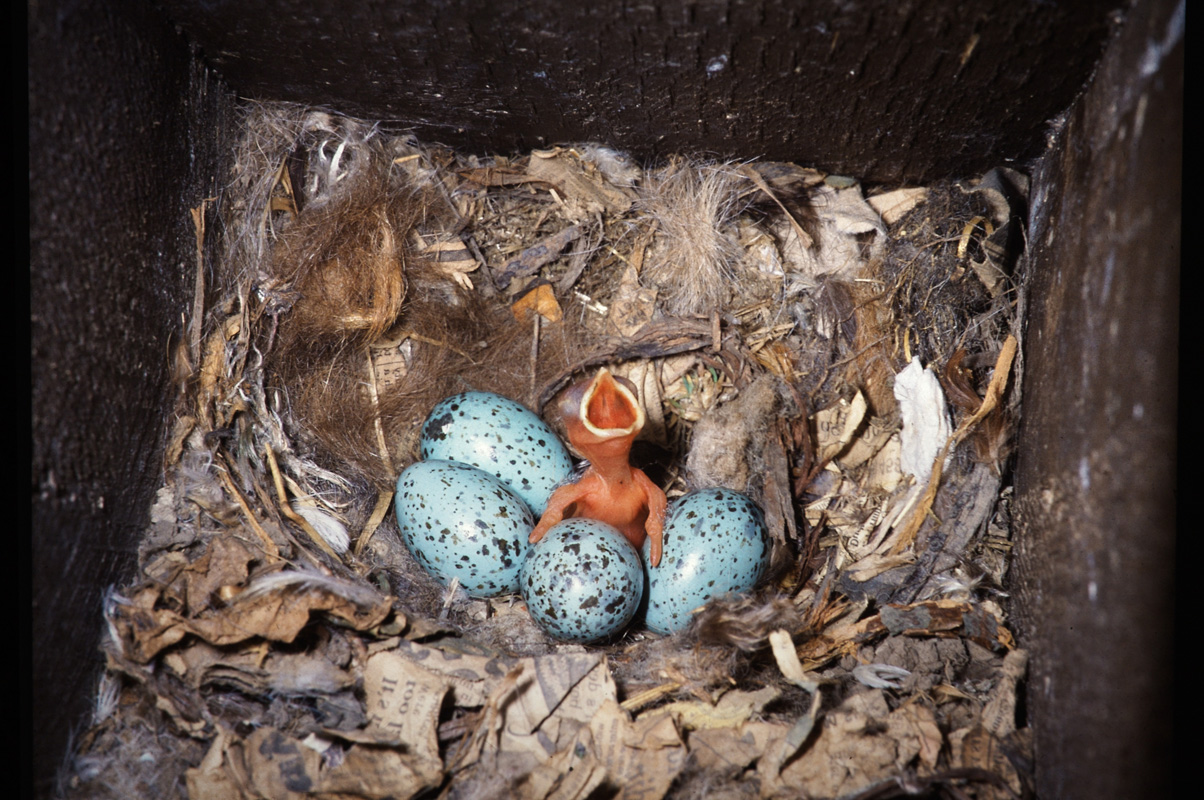
Vejce a čerstvě vylíhlé mládě v hnízdě

Hnízdo, které spolu s jeho nejbližším okolí oba partneři energeticky hájí před dalšími kavkami, se nachází v dutinách stromů (přírodních i vyhloubených datlem černým), štěrbinách a děrách skal či hlinitých břehů nebo v budovách na půdách, ve větracích otvorech, komínech apod. Někdy využívá i opuštěná hnízda havrana polního či vran a přijímá vhodné budky. V urbánním prostředí podle všeho dává přednost budovám před přirozenými stromovými dutinami. Z 1043 československých hnízd se 440 nacházelo v dutinách stromů, 406 na budovách, 183 v budkách a 14 na skalách. Výška umístění hnízda při výběru místa nehraje zásadní roli, takže je možné nalézt hnízda nacházející se pouhý 1 m nad zemí, podobně jako taková umístěná v komíně vysokém 45 m. Velikost samotného hnízda zásadně ovlivňuje velikost dutiny, kterou stavba vyplňuje, spolu s tím, kolikátou sezónu je párem využíváno (a tudíž průběžně dostavováno); u 39 hnízd v někdejším Československu byl průměrný vnější průměr 63,3 (30–135) cm, výška hnízda 41,8 (8–139) cm a průměr kotlinky 14,5 (12–16) cm. Základ hnízda tvoří různě vysoká hromada tenkých větviček ulamovaných přímo ze stromů, spolu se stébly různých rostlin. Podle větviček, které se ptákům nepodařilo dostat skrze vletový otvor a spadli proto na zem pod něj, lze často hnízdo kavek zvenku identifikovat. Výstelka kotlinky umístěné na základu z větviček je už tvořena jemnějším materiálem, včetně suchých stébel trav, chlupů savců, peří, mechu, listí, hadrů, papíru atd. V hnízdě se nachází typicky také dost hlíny, kterou do něj nejspíš nosí oba partneři na nohách, ale je možné, že část hlíny do něj dospělí ptáci přináší i záměrně. Na stavbě hnízda se podílí společně oba partneři.
Hnízdění probíhá pouze jednou ročně se snášením vajec v průběhu dubna až května. Náhradní snůška následuje pouze výjimečně v případě zmaření prvního pokusu ve stádiu vajec. Počátek snášení a velikost snůšky koreluje s okolní teplotou a množstvím srážek. Běžně snůška čítá 4–5 (2–6) hladkých, mírně lesklých vajec o průměrných rozměrech 35,1 × 25,1 mm a hmotnosti 10,95 g, jejichž zbarvení je výraznější než u ostatních evropských krkavcovitých, vesměs světle zelenavomodré (někdy jen namodralé), s hustě olivově, olivově hnědě až černohnědě, ostře označenými skvrnami a tečkami. Vzácně se objevují jednobarevně zelenomodrá vejce beze skvrn.

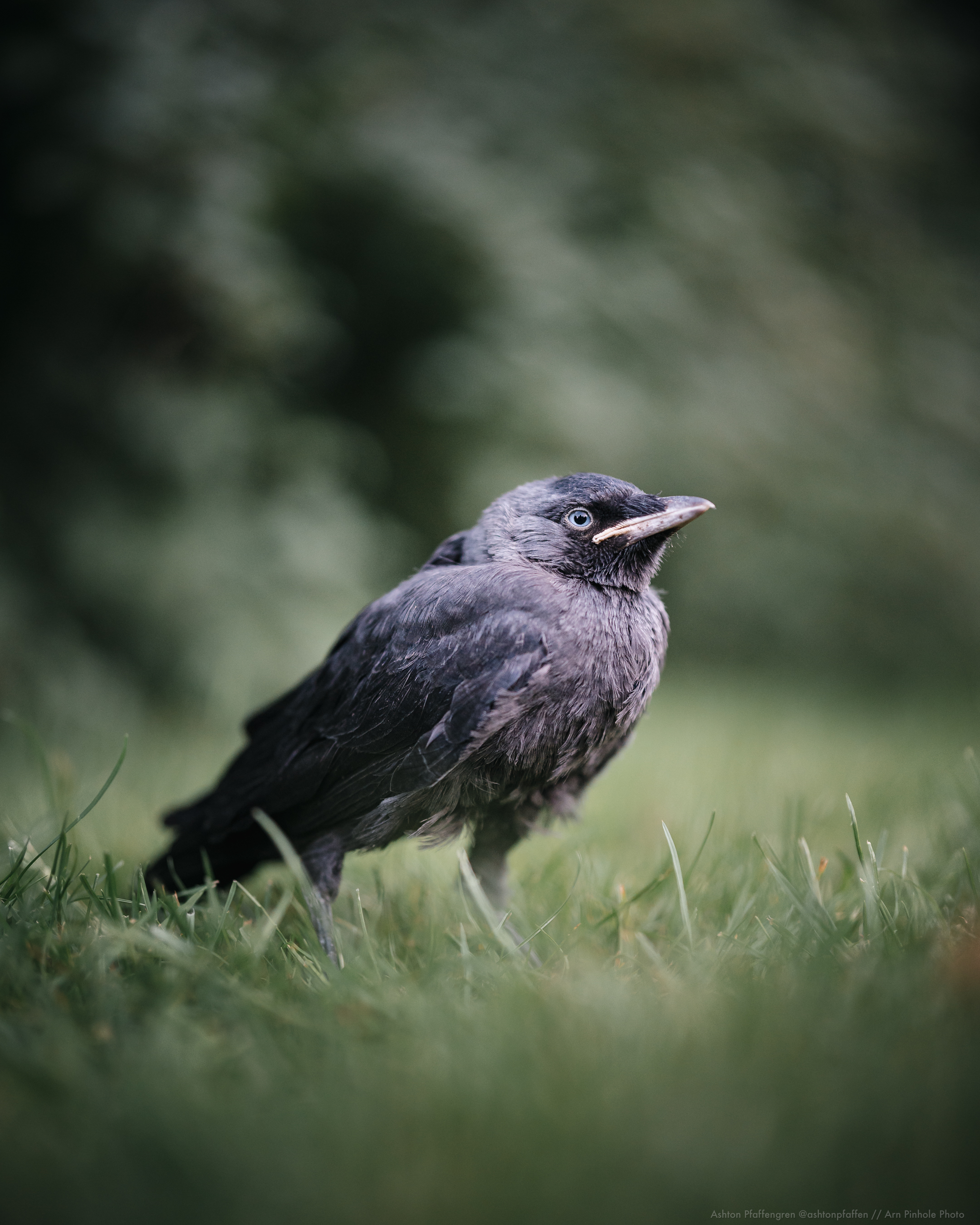
Mladý pták

Snášení probíhá typicky denně. Inkubace začíná většinou před snesením posledních 2 vajec a je zajišťována výhradně samicí, které samec přináší potravu. Mláďata se líhnou asynchronně po 15–20 dnech inkubace v průběhu 1–4 dní (v závislosti na velikosti snůšky). Jejich krmení, které zajišťují oba rodiče, probíhá postupně od nejstaršího mláděte k tomu nejmladšímu, což v případě nedostatku potravy vede k úhynu nejslabších mláďat a zároveň zvýšení šance přežití nejstarších mláďat. Doba hnízdní péče trvá 32–36 dnů s tím, že mladí ptáci opouštějí hnízdo již v době, kdy jsou vzletní.

### Úmrtnost, dožití
Úmrtnost na hnízdech je někdy značná a bývá zapříčiněna nejčastěji nedostatkem potravy, predací, vnitrodruhovými interakcemi, otravou a rušením ze strany lidí. Na Zlínsku se například v roce 1975 nevylíhlo 56 % vajec a vylíhnutých mláďat bylo vyvedeno 54 %; podobná data (50 %, resp. 28 %) pocházejí taktéž ze Zlínska z období let 1999 a 2001.
V koloniích v jihošpanělské provincii Granada se v letech 1979–1983 nevylíhlo 29 % nakladených vajec a ve 23,7 % hnízd došlo ke ztrátě všech snesených vajec. Hlavní příčinou ztrát ve fázi před začátkem líhnutí byla predace krkavcem velkým (36,5 %) následovaná vnitrodruhovou interferencí, vedoucí ke zničení snůšky jinou kavkou (23,9 %). Ve 23,8 % hnízd uhynula všechna vylíhlá mláďata a v 70,8 % hnízd došlo alespoň k částečným ztrátám. Celkově uhynulo 62,8 % všech vylíhlých mláďat, přičemž průměrná úmrtnost na jedno hnízdo představovala 2,9 mláďat. Ztráty na mláďatech se nicméně znatelně lišily v jednotlivých letech podle klimatických podmínek v dané hnízdní sezóně. Příčinou úhynu většiny (78 %) mláďat bylo vyhladovění, přičemž téměř 50 % z nich uhynulo ještě před dosažením věku 5 dnů. Celková hnízdní úspěšnost samic, které hnízdily poprvé, byla podstatně nižší než tomu bylo u zkušenějších samic.
V rámci jiné studie, realizované rovněž ve Španělsku, bylo u kavek hnízdících ve skalních stěnách predováno 23,7 % hnízd s tím, že za 61 % ztrát mohl krkavec velký. Jako hlavní faktor ovlivňující predaci se zde ukázala velikost vstupního otvoru do hnízda.
Mezi další predátory hnízd a čerstvě vylétaných mláďat patří kuna skalní, kuna lesní, kočka domácí a jestřáb lesní.
Roční míra přežití mladých ptáků (ve stáří do 2 let) je v průměru 39,7 % a dospělých ptáků 69,4 %. Průměrný věk dosahuje 5 let, zatím nejvyšší zaznamenaný věk u kroužkovaného jedince činí 20 let a 4 měsíce.

### Potrava

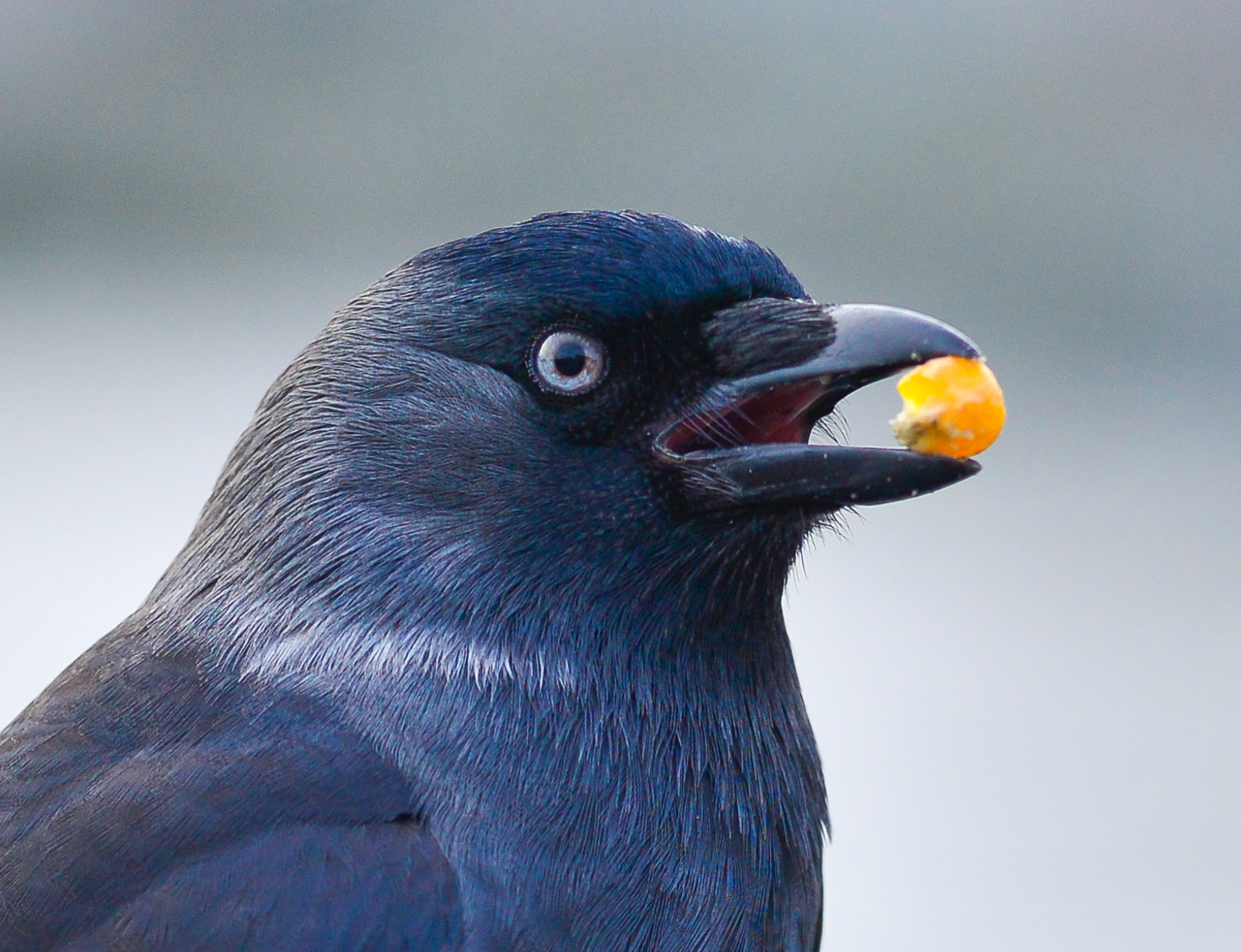
Kavka obecná s plodem v zobáku

Kavka je podobně jako všichni krkavcovití všežravá, ale ve srovnání s dalšími příbuznými druhy v Evropě v její potravě hraje menší úlohu živočišná složka ve prospěch té rostlinné. Celoročně dokonce v potravě rostlinný materiál nad živočišným jasně převažuje (60–84 %), pouze během května se poměr obou těchto složek přibližně vyrovnává. Rostlinnou potravu představují hlavně obilná zrna a další semena, méně i bobule, živočišnou pak brouci a další hmyz, jiní bezobratlí, drobní savci a ptačí vejce a mláďata. Zdokumentovány jsou též útoky na netopýry. Rozborem obsahu žaludků ptáků z několika oblastí Slovenska během zimního období byly mezi rostlinným materiálem, který tvořil 97,1 % celkové hmotnosti potravy, identifikovány semena kulturních rostlin (až 95,65 %; z toho 78,6 % připadalo na obiloviny a 17,9 % na kukuřici) a plevelů (3,35 %). V potravě mláďat na území Česka bylo zdokumentováno 86 % živočichů, z toho nejvíce brouků (dospělci 26,9 %, larvy a kukly 7,7 %) a motýlů (dospělci 0,1 %, kukly 2,8 % a larvy 28,1 %); z rostlinné potravy významně dominovala zrna obilí (12,2 %). Ve velké kolonii o více než 200 párech hnízdících v zemědělské krajině na severovýchodě Polska bylo odhadnuto, že kavky mláďatům za celou sezónu naloví dohromady více než 1,5 tuny hmyzu.
Potravu hledá většinou na zemi, ale zčásti také na stromech. Při vybírání klasů si dovede umně pomáhat přišlápnutím stébel a jejich ohnutím pomocí zobáku. V urbánním prostředí často navštěvuje smetiště a skládky a vybírá odpadky i z popelnic a košů. Na rozdíl od sojky nebo straky obvykle nevytváří zásoby potravy a pokud již někde potravu ukryje, jen výjimečně se k takovému místo vrací.
Mezi kavkami je možné pozorovat dělení se o potravu. Toto chování je iniciováno „dárcem“ potravy a v koloniích se objevuje bez ohledu na pohlaví nebo příbuzenské vztahy. Bylo navíc vypozorováno, že sdílení se týká častěji preferovanější (a tudíž hodnotnější) potravy nežli té méně preferované. Aktivní sdílení potravních zdrojů je u většiny ostatních ptáků omezeno na období námluv a rodičovské péče. Mezi mladými kavkami se však zdá dokonce mnohem častější, než u kteréhokoli dosud studovaného druhu primáta. Účel sdílení potravy není zcela jistý, ale je evidentní, že funguje nezávisle na potřebě přijímání potravy a jeho funkce je sociální v souladu s hypotézami o reciprocitě a vyhýbání se obtěžování. Jedním z možných vysvětlení je rovněž to, že toto chování „dárci“ potravy uvnitř kolonie zvyšuje prestiž a zlepšuje tak jeho sociální status.

## Ohrožení a ochrana
Mezinárodní svaz ochrany přírody (IUCN) hodnotí kavku obecnou jako málo dotčený druh. V Evropě, která představuje přibližně 50 % globálního areálu rozšíření druhu, je velikost populace odhadována na 9,9–20,8 milionů párů a v období let 1980–2013 byla považována za stabilní. Vývoj početnosti v jednotlivých zemích Evropy přesto výrazně varioval, od velkých nárůstů na severozápadě kontinentu (např. v Belgii, Finsku, Švédsku, Spojeném království), přes víceméně stabilní trend v Německu, až po dlouhodobé znatelné poklesy v části střední Evropy (včetně Česka nebo Maďarska). Po roce 2000 však stavy v Rakousku, Švýcarsku či Polsku rostly, a naopak v Německu klesaly.
Konkrétně v Česku od 70. let 20. století docházelo ke snižování stavů i obsazenosti území, načež se v 90. letech tento trend zastavil a kavka začala znovu osídlovat část lokalit, odkud v minulosti vymizela, i obsazovat nové. Při sčítání v letech 1973–77 byl druh zaznamenán v 71 % kvadrátů, zatímco v období let 2001–03 byla obsazenost kvadrátů 45%. Početnost byla v letech 1985–89 při přetrvávajícím poklesu odhadována na 10–20 tisíc párů a při sčítání v období let 2001–03 díky obnově stavů na shodný počet hnízdících párů.
Vedle zániku přírodních hnízdišť v důsledku ubývání doupných stromů v otevřené krajině měl na početnost kavky obecné v posledních desetiletích jistě vliv i další doprovodný jev intenzifikace zemědělství, a tím je používání pesticidů. Velkoplošná aplikace insekticidů totiž vede ke znatelnému úbytku hmyzu, který hraje klíčovou složku v potravě mláďat a v létě představuje důležitou roli rovněž v potravě dospělých ptáků.
Kavka obecná je v Česku podle zákona č. 512/92 Sb. o myslivosti a vyhlášky Ministerstva zemědělství ČR č. 134/96 Sb. zařazena mezi celoročně hájenou zvěř. Současně zde podle § 56 odst. 1 a 2 zákona č. 114/1992 Sb., o ochraně přírody a krajiny, náleží mezi zvláště chráněné druhy ptáků v kategorii silně ohrožených.

## Vztah s lidmi

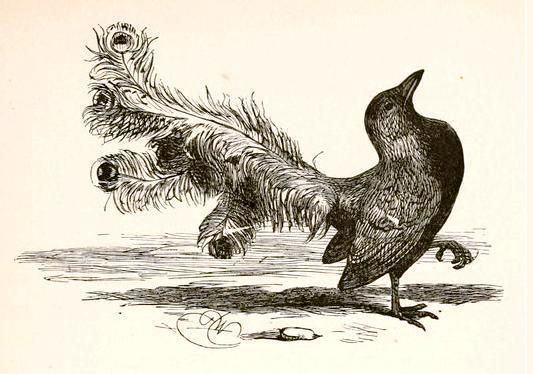
Ilustrace Harrisona Weira z roku 1881 k bajce o kavce pyšnící se cizím peřím

Kavka se v minulosti mezi lidem řady kultur netěšila společně s dalšími krkavcovitými příliš dobré pověsti a její přítomnost (zvláště pak v těsné blízkosti obydlí) bývala nezřídka spojována s předzvěstí neštěstí či dokonce smrti. Ve srovnání s havranem, krkavcem nebo vránou však byla přímo pronásledována nepoměrně méně, za což může pravděpodobně i její menší velikost, melodičtější volání a preference rostlinné (spíše než živočišné) potravy.
Lidé si všímali i dalších věcí spojených s kavkou, včetně pevného párového svazku, který tito ptáci uzavírají. Fakt, že se kavka vyskytuje takřka neustále poblíž partnera, dal ve Starověkém Řecku vzniknout přísloví Ἀεὶ κολοιὸς παρὰ κολοιῷ ἱζάνει („Kavka se vždy nachází blízko kavky“), které je významově podobné v češtině zavedenému „Vrána k vráně sedá“.
Jedna z Ezopových bajek vypráví o tom, jak Zeus, pán Olympu, svolal všechny opeřence k volbě nejkrásnějšího ptačího krále. Zatímco se opeřenci před volbou slítali k jezírkům a říčkám, aby si ve vodě osvěžili barvy vlastního peří, z dálky ze břehu je smutně pozorovala šedočerná kavka, která si byla vědoma svého nevýrazného opeření a ke které postupně připlouvala různá pestrobarevná pírka ostatních šťastnějších ptáků. Tehdy kavka dostala nápad, že cizího peří využije. Vytrhala si proto vlastní šedočerné peří, pochytala cizí pírka a jemně si je napíchala do kůže. V den volby byla kavka ozdobená mnoha barevnými pery ze všech ptáků nejvýraznější, a i Zeus měl za to, že je o ptačím králi rozhodnuto. Když už chtěl zvednout žezlo a vítěze vyhlásit, vyletěla z hejna ptáků sova, přiletěla nad kavku a vytrhla jí své peříčko. V tu chvíli vlastní pírka poznali i další ptáci, načež si pro ně přiletěli, zloděje jich postupně zbavili a kavka po chvíli zůstala před soudcovskou stolicí stát nahá, těšíce se výsměchu dalších ptáků. „Od té doby i lidé, kteří se zdobí cizím peřím, bývají pro smích,“ zní závěrečné poučení.
Košťál v knize Ptactvo v názorech, pověrách a zvycích lidu českého (1895) o kavce v českém kontextu uvádí následující:
Nad Sázavou nezdržují se prý kavky proto, že prý je sv. Prokop zaklel a vypudil. Čtveračivý pták tento je také věštcem, který oznamuje, co se kde děje, nebo co se v budoucnosti přihodí. Nad kterým místem se kavky proletují v hejnech a mezi sebou prudce zápasí, tam bude prý bojiště v bitvě, která co nejdříve nastane. Spatří-li rolník rváti se kavky na lukách, soudí z toho na blízkou válku. (…) Rusíni takto soudí: Usadí-li se na některém stavení hejno kavek, oznamuje, že někdo z domácích onemocní nebo zemře. Prochází-li se jen jedna kavka po střeše, zbohatne hospodář; přilétne-li však na střechu a hned uletí, vlastník schudne. Nad kterým polem kavky v houfech poletují, to prý úrody neposkytne. Hlas naší kavky není tak protivný, jako havranův, ale věští neštěstí počestnému, proti kterému se ozve. Létají-li v létě kavky houfně, oznamují, že bude pršeti; v zimě „přinášejí sníh“.
Ptactvo v názorech, pověrách a zvycích lidu českého, str. 96–97
V českém překladu Brehmova Života zvířat (1888) se k druhu lze dočíst následující:
Přes to že kavky náramně se rozplemeňují, přibývá jich jen v některých městech měrou větší, v jiných však buď počet jejich se nemnoží nebo jen nepatrně, aniž pravá příčina toho je známa. (…) Lidé u nás jich nechají na pokoji, a také neubližuje se těm, které se stěhují, a nepřátelé, kteří kromě toho mohou býti jmenováni, jako kočka domácí, kuna, tchoř a jestřáb, neškodí jim přece také tou měrou, aby se tím vysvětliti mohl nepatrný jejich přírůstek. Žádný havranovitý pták nechová se v zajetí častěji než-li kavka. Pro svou veselou povahu, svou hbitosť a chytrosť, svou přítulnosť k pánu, svou bezstarostnosť a posléze pro svou schopnosť napodobovati, stává se ovšem velmi oblíbenou. Mladé odchované kavky přivykají beze vší obtíže vyletovati i přiletovati domů. Oblibujíce si brzo dům pána svého, neopouštějí ho také na podzim anebo, vydají-li se v skutku s jinými druhy svými na zimní pouť, vracejí se příštího jara nezřídka k němu domů. Kavky příjemnou jsou okrasou naší stověžaté Prahy, kdež chytré ty ptáky lze pozorovati po všechen rok. 
Život zvířat, str. 481
Novější studie prokázaly, že z ekonomického hlediska je výskyt kavek v zemědělské krajině během hnízdního období pozitivní, neboť zkonzumují velké množství hmyzu a současně jen nevýznamné množství semen kulturních rostlin.

### Pták roku
Výbor České společnosti ornitologické zvolil kavku obecnou Ptákem roku 2001.